# Hari Kishan Kaul
Hari Kishan Kaul (Srinagar, Jammu y Cachemira, 1881-1949) fue un político indio que fue primer ministro de Jammu y Cachemira entre 1931 y 1933. 
Estudió en la escuela de su ciudad natal y posteriormente se especializó en derecho en la Universidad de Delhi.
Ejerció el derecho en Lahore, posteriormente enviado a la Corte Suprema de Bengala y pasó en 1923 a la administración pública como Alto Comisionado en Jalandhar. En 1929 fue honrado con el título de Sir (caballero). En 1931 volvió a Jammu y Cachemira como primer ministro, cargo que ocupó hasta 1933. Durante su administración, el estado tuvo un importante incremento cultural y aportes del gobierno central.
En 1935 nace su hijo, que a futuro será un importante director teatral indio, Hari Krishen Kaul. Siguió trabajando para el gobierno como asesor en diferentes áreas, asuntos militares, culturales, relaciones diplomáticas, hasta su retiro en 1945, cuando vuelve a Srinagar, donde falleció en 1949.
| Predecesor: G. E. C. Wakefield | Primer ministro de Jammu y Cachemira 1931-1933 | Sucesor: Elliot James Dowell Colvin |

- Datos: Q5645575